# Prudhomat
Prudhomat (okzitanisch: Prudomat) ist eine französische Gemeinde mit 735 Einwohnern (Stand: 1. Januar 2022) im Département Lot in der Region Okzitanien. Sie gehört zum Arrondissement Figeac und zum Kanton Cère et Ségala.

## Geographie
Prudhomat befindet sich 58 Kilometer nordnordöstlich von Cahors, ganz im Norden des Départements Lot. Hier münden die Flüsse Cère und Mamoul in die Dordogne. Umgeben wird Prudhomat von den Nachbargemeinden Tauriac im Norden und Nordwesten, Girac im Norden, Bretenoux im Nordosten, Saint-Michel-Loubéjou im Osten, Autoire im Südosten, Loubressac im Süden sowie Gintrac im Westen und Südwesten.

## Bevölkerungsentwicklung
| Jahr      | 1962 | 1968 | 1975 | 1982 | 1990 | 1999 | 2006 | 2018 |
| Einwohner | 490  | 472  | 466  | 545  | 594  | 648  | 674  | 719  |

Quellen: Cassini und INSEE

## Sehenswürdigkeiten
- Kirche Saint-Gilles-de-Bonnevoie aus dem 10. Jahrhundert, Umbauten aus dem 11./12. Jahrhundert, Monument historique seit 1979
- Priorei Félènes
- Kapelle Sainte-Marie in Félines, seit 1913 Monument historique
- Schloss Castelnau-Bretenoux, seit 1862 Monument historique

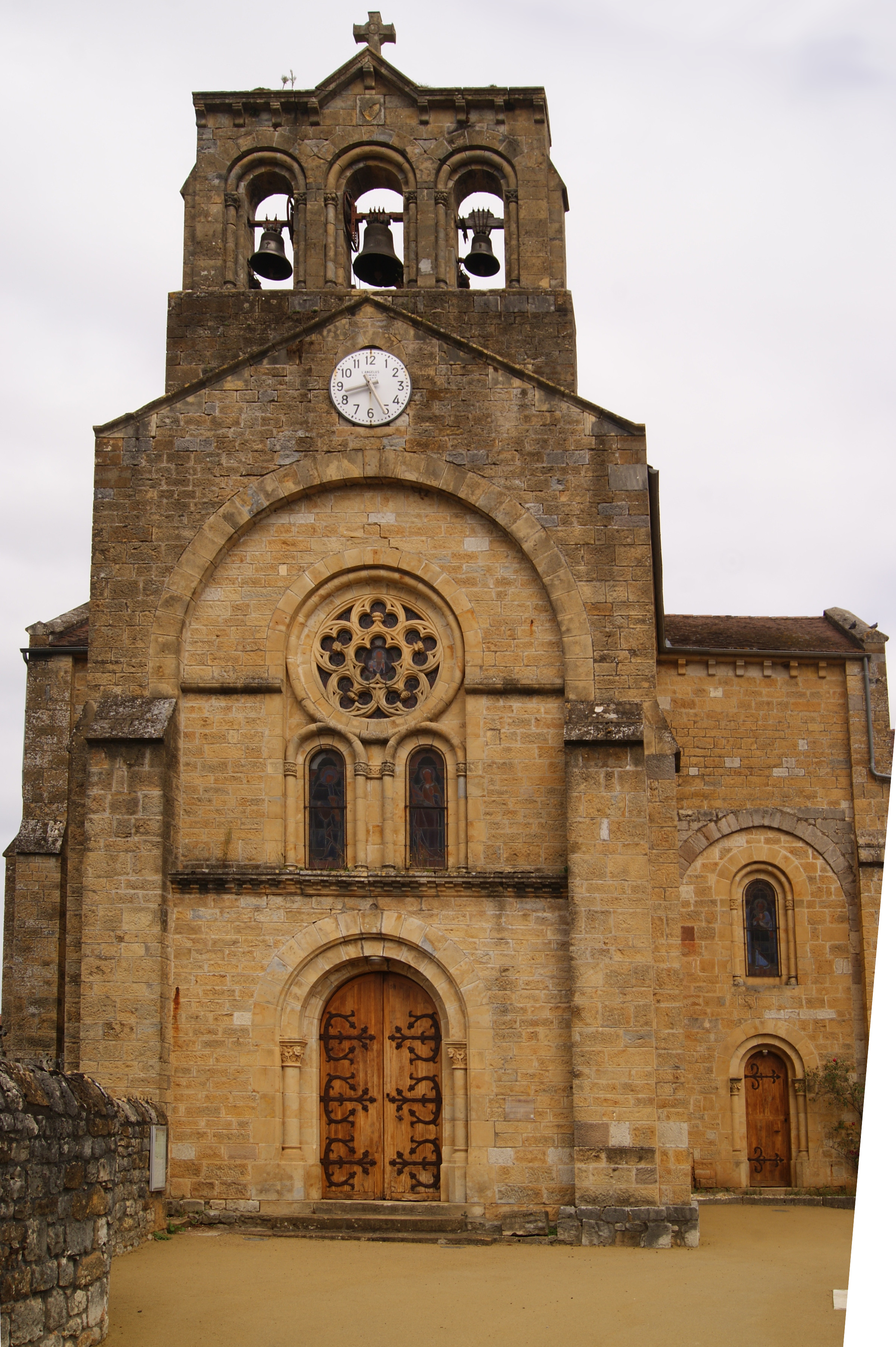
Kirche Saint-Gilles-de-Bonnevoie
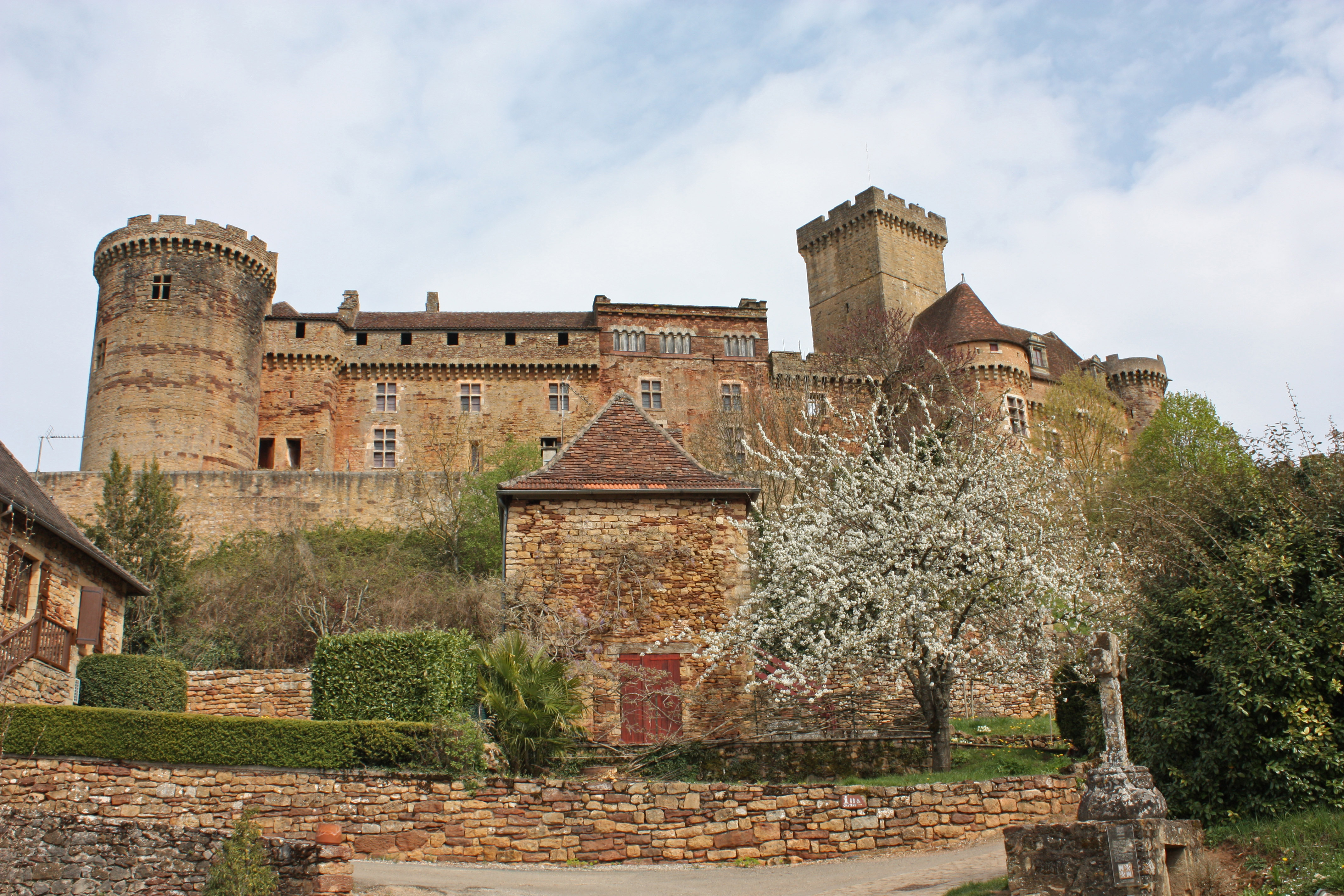
Schloss Castelnau-Bretenoux